# Staalpillen
Staalpillen is een populaire benaming voor tabletten die het element ijzer bevatten en die worden voorgeschreven bij bloedarmoede door ijzergebrek (ferriprieve anemie).
Er zijn diverse preparaten in de handel, met hoeveelheden van 100-200 mg ijzer in de vorm van ijzer(II)sulfaat of andere ferrozouten, soms in een vorm die langzaam vrijkomt. Het voordeel van een dergelijk slow-release preparaat is discutabel omdat ijzer vooral in de 12-vingerige darm (duodenum) wordt opgenomen. IJzer dat later uit de tablet vrijkomt zal niet meer worden opgenomen.
Er zijn twijfels over de hoeveelheid ijzer die wordt voorgeschreven bij een anemie door ijzergebrek.
Een kleine hoeveelheid ijzer van 20-40mg/dag blijkt in veel gevallen voldoende.
De stof is opgenomen in de lijst van essentiële geneesmiddelen van de WHO.

## Bijwerkingen
Sommige mensen krijgen last van maagpijn en/of constipatie door dit middel; ook wordt de ontlasting donkerder bij gebruik van ijzertabletten. Slechts een klein deel van het ijzer wordt daadwerkelijk opgenomen in het lichaam; gelijktijdig gebruik van vitamine C verhoogt de effectiviteit, gebruik van kalk en melkproducten verlaagt deze.
Een bijkomend nadeel voor personen met een kunstgebit is dat ijzertabletten zwarte vlekken kunnen geven op het kunstgebit.